# حزب العصر الجديد للديمقراطية
حزب العصر الجديد للديمقراطية (بالفرنسية: Nouveau Temps pour la Démocratie)‏ هو حزب سياسي في بوركينا فاسو.

## التاريخ
تم إنشاء الحزب في 13 مارس 2015 من قبل وزير التنمية الحضرية السابق فينسينت دابيلغو. في الانتخابات العامة لعام 2015، حصل على 2.2٪ من الأصوات، وفاز بثلاثة من 127 مقعدًا في الجمعية الوطنية،  واحدًا عن طريق التمثيل النسبي (أخذ من قبل إيمانويل لانكواندي)  واثنين من أصوات الدوائر (لاربا عثمان لانكواندي في محافظة جناجنا وعيسى باري في مقاطعة ياغا).